# إيفان إم. نيفن
إيفان مورتون نيفن (25 أكتوبر، 1915م - 9 مايو، 1999م) هو رياضياتي كندي-أمريكي، تخصص في نظرية الأعداد، وُلد في فانكوفر وعمل دراسات المرحلة الجامعية الأولى في جامعة كولومبيا البريطانية ومُنح الدكتوراه عام 1938م من جامعة شيكاغو.
كان عضواً من كلية جامعة أوريغون من عام 1947م إلى حين تقاعده عام 1981م. واستلم جائزة تشارلز أي. جونسون من جامعة أوريغون في عام 1981م.
أكمل نيفن حل باقي مسألة وارينج عام 1944م. وهذه المسألة، المبنية على حدسية إدوارد وارنج عام 1770م، تتكون من إيجاد أصغر عدد ج(ن) والذي يحقق أن كل عدد موجب صحيح هو على الأكثر مجموع ج(ن) للأس النوني من الأعداد الصحيحة الموجبة،ديفيد هيلبرت أثبت وجود ج(ن) عام 1909م؛ وعمل نيفن ثبّت قيمة ج(ن) لجميع قيم ن المنتهية. كان نيفن رئيس جمعية الرياضيات الأمريكية (إم أيه أيه) من عام 1983م إلى 1984م. وحصل على جائزة إم أيه أيه للخدمة المتميزة في عام 1989م. توفي عام 1999م في يوجين، أوريغون.
كُرِّم نيفن عن طريق ترشيحه لكتابة رسالة كاروس العلمية رقم 11، المعنونة: الأعداد الغير نسبية. فاز بـجائزة ليستار آر. فورد عام 1970م. وسميّت الأسماء: عدد هرشد، وثابت نيفن ونظرية نيفن تكريماً له؛ وكذلك في عام 2000م، سُميّ الكويكب 12513 نيفن، المكتشف عام 1998م، نسبةً له. وحصل على عدد إيردوس من 1 لمشاركته في تأليف ورقة علمية مع بول إيردوس.

## أشهر مؤلفاته وأعماله
- (1959م) الرياضيات: بيت مبني على رمل ؟
- (1960م) (مع هربرت إس. زوكرمان) مقدمة إلى نظرية الأعداد، ويلي.[3]
- (1961م) حساب التفاضل والتكامل: المنهج التمهيدي، فان نوستراند.
- (1961م) الأعداد: نسبية وغير نسبية، البيت العشوائي.
- (1963م) تقريبات ديوفانتاين، العلم الداخلي البحت.
- (1965م) رياضيات الاختيارات، إم أيه أيه.
- (1981م) ماكسيما ومينيما بدون التفاضل والتكامل، إم أيه أيه.